# Eristena murinalis
Eristena murinalis is een vlinder uit de familie van de grasmotten (Crambidae). De wetenschappelijke naam van de soort is voor het eerst gepubliceerd in 1896 door William Warren. De soort werd aangetroffen in de Khasiheuvels (de Khasias) in de Indiase staat Meghalaya.